# Oddbods
Oddbods is een komische animatieserie over zeven kleurige en zachte, harige figuurtjes die samen aan een plein wonen. De serie werd geproduceerd door de in Singapore gevestigde studio One Animation. De serie heeft een aantal prijzen gewonnen, waaronder de Asian Television Award, Apollo Award, Gold Panda Award en de Web TV Asia Award. In 2017 werd de srie genomineerd voor een Internationale Kids Emmy Award.  Er zijn drie seizoenen met in totaal 135 afleveringen gemaakt van 1, 5 en 7 minuten.

## Verhaal
De serie draait om zeven harige personages met verschillende kleuren die allerlei dagelijkse ergernissen moeten zien te overleven. Ze hebben zeer uiteenlopende karakters en communiceren hooguit met gebaren. Dit leidt tot juist zeer ongebruikelijke situaties waarbij ze vaak op hun snufferd vallen, er dingen kapot gaan en ze kwaad op elkaar worden.
De verhaallijn van elke aflevering (volgens de synopses van de show) laat zien hoe deze personages 'de gevaren van het dagelijks leven overleven en onbedoeld gewone situaties veranderen in onverwachte, buitengewone en altijd humoristische gebeurtenissen'. Afleveringen gebruiken meestal fysieke komedie en grappen die tussen de personages worden gespeeld en de personages eten in elke aflevering pannenkoeken als ontbijt.
Het motto van de serie is Embrace Your Inner Odd, There is a Little Odd in Everyone! Dit om de individualiteit van iedereen te benadrukken en als iets positiefs te zien.

## Personages
Niet alleen hebben de Oddbods hun eigen karakter en uitstraling. Ook de huizen waarin ze wonen zijn een uitstraling van hun karakters. De zeven Odddbods zijn:
- Fuse (rood) is het heethoofd en voelt zich de leider van de Oddbods. Hij kan heel makkelijk van stemming veranderen en van rustig in woede uitbarsten. Dit leidt ertoe dat zijn vrienden hem nog wel eens vermijden. Hij heeft ook een gouden hartje, houdt van sporten maar alleen als hij wint.
- Slick (oranje) leeft volgens de regels van YOLO, maar lijdt ook aan FOMO. Hij houdt van dansen maar de andere Oddbods hebben zo hun twijfels over zijn danstalent. Ze bewonderen wel zijn handigheid met technologie.
- Bubbles (geel) is de wetenschapper van het stel en kan obsessief bezig met scheikunde of het bestuderen van insecten of ontdekken van UFO's. Haar vrienden houden van warme persoonlijkheid maar vinden het niet leuk als ze hen buitensluit als ze met haar onderzoek bezig is.
- Zee (groen) is de luilak en slaapt doorlopend, zelfs tijdens het eten. Zijn relaxte houding is zowel zijn sterke als zijn zwakke punt in de vriendschap.
- Pogo (blauw) is de grapjas en heeft lak aan elke omgangsvorm. Zijn vrienden waarderen zijn humor zolang ze niet zelf maar een ander het slachtoffer ervan is.
- Jeff (paars) is de geordende van het stel en is heel kieskeurig. Hij kan orde scheppen in alles en oogst daarmee bewondering van zijn vrienden. Hij heeft oog voor detail en kan extreem kleine stofdeeltjes zien. Hij heeft talent voor kunst en herinnert zich de verjaardagen van mensen. Hij zou zelf wel willen dat hij meer ontspannen kan leven.
- Newt (roze) is de smulpaap en verslaafd aan snoep. Ze kan arrogant zijn en nieuwsgierig en maakt graag selfies.

## Soundtrack
De soundtrack is gecomponeerd door Kristin Øhrn Dyrud.